# پل کاردن
پل کاردن (انگلیسی: Paul Carden؛ زادهٔ ۲۹ مارس ۱۹۷۹) بازیکن فوتبال اهل بریتانیا است.
از باشگاه‌هایی که در آن بازی کرده‌است می‌توان به باشگاه فوتبال کمبریج یونایتد، باشگاه فوتبال پیتربورو یونایتد، باشگاه فوتبال دونکستر راورز، باشگاه فوتبال برتون آلبیون، باشگاه فوتبال لوتون تاون، باشگاه فوتبال بارسکو، باشگاه فوتبال بلکپول، باشگاه فوتبال روچدیل، باشگاه فوتبال آکرینگتون استنلی، و باشگاه فوتبال ورکسام اشاره کرد.